# آثار سطح اليابسة على المناخ
آثار سطح اليابسة على المناخ عديدة وتتنوع حسب المنطقة. يلعب كل من إزالة الغابات واستغلال البيئات الطبيعية دورًا مهمًّا. بعض هذه التغيرات البيئية مشابه لتلك التي يسببها الاحتباس الحراري.

## آثار إزالة الغابات
من أكبر تغيرات سطح اليابسة التي تؤثر على المناخ إزالة الغابات (وخاصة في المناطق المدارية)، وتدمير الأراضي العشبية والغابات الجافة عن طريق الرعي الجائر، أو عدم الرعي. تقلل هذه التغيرات في المشهد الطبيعي النتح التبخري، وبالتالي بخار الماء في الغلاف الجوي، ما يقلل من السحب والهطولات. اقترح في مجلة الكيمياء الجوية والفيزياء أن معدلات التبخر من مناطق الغابات قد تتجاوز معدلات التبخر من المحيطات، ما يخلق مناطق ضغط منخفض، ويحسن تشكل العواصف وتساقط الأمطار عن طريق إعادة تدوير الرطوبة الجوية. نشر المعهد الأمريكي للعلوم البيولوجية ورقة مشابهة دعمًا لهذا المفهوم في عام 2009. بالإضافة إلى ذلك فقد انخفضت كميات الندى المتشكل (أو المتكاثف) نتيجة إزالة الغابات و/أو تدمير الأراضي العشبية بشكل كبير. يساهم كل هذا في تصحر هذه المناطق.
هذا المفهوم من التغذية الراجعة بين اليابسة والغلاف الجوي شائع في وسط الزراعة المعمرة، مثل ماسانوبو فوكوكا، والذي قال في كتابه ثورة القشة الواحدة: «يأتي المطر من الأرض، لا السماء».
إزالة الغابات، وتحول الأراضي العشبية لصحاري، قد يؤديان أيضًا إلى تبريد المناخ الإقليمي. هذا لأن أثر الوضاءة (أشعة الشمس التي تعكسها الأرض الجدراء) خلال اليوم، والإشعاع السريع للحرارة إلى الفضاء في الليل، بسبب قلة المزروعات والرطوبة الجوية.
إعادة التشجير، والرعي المحافظ على البيئة، والإدارة الشاملة للأراضي، وفي السهول الجافة: الحصاد المائي وتصميم الخط المفتاحي، كلها أمثلة على طرق قد تساعد في منع أو تقليل آثار الجفاف هذه.

## آثار أرصادية جبلية

### الرفع الجبلي
يحدث الرفع الجبلي عندما تجبر كتلة هوائية على الانتقال من ارتفاع منخفض إلى ارتفاع أعلى خلال حركتها فوق تضاريس صاعدة. مع ازدياد ارتفاع الكتلة الهوائية، فإنها تبرد بسرعة بشكل كظوم (أديباتي)، ما يمكنه رفع الرطوبة النسبية إلى 100% وتشكيل سحب، وإنزال هطولات عند توافر الشروط الملائمة.

### ظل المطر
ظل المطر هو منطقة جافة على جهة هبوب الرياح من سفح الطبل (الجهة التي تهب منها الرياح). تحجب الجبال مرور الأنظمة الجوية المنتجة للمطر وتلقي «ظلًّا» من الجفاف وراءها. تسحب الرياح والهواء الرطب عن طريق الرياح القوية باتجاه أعالي الجبال، حيث تتكاثف وتهطل قبل عبور القمة. في أثر معاكس لأثر الرفع الجبلي، يتقدم الهواء، دون تبقي الكثير من الرطوبة خلف الجبال مسببًا وجود جانب أكثر جفافًا يدعى «ظل المطر».

### رياح فون

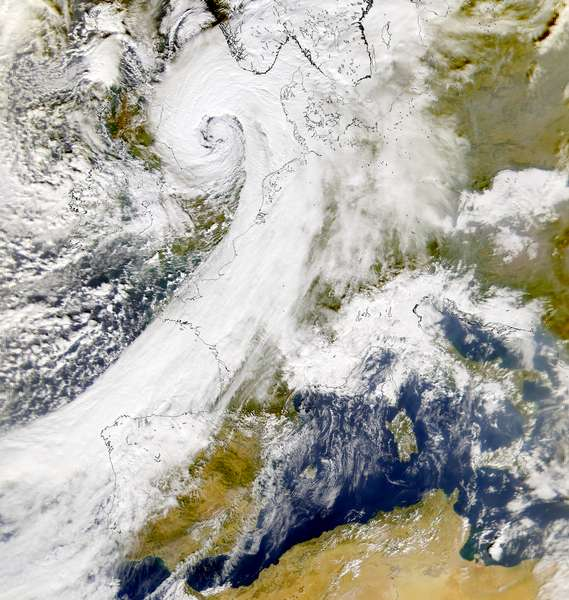
يمكن أن تنشأ رياح فون عندما تتحرك الكتل منخفضة الضغط باتجاه أوروبا ساحبةً معها الهواء المتوسطي الرطب فوق جبال الألب.

رياح فون هي نوع من الرياح الجافة الدافئة الهابطة، تحدث في جهة هبوب الرياح (الجهة الهابطة) من السلاسل الجبلية.
هي رياح ظل مطر تنتج من التدفئة الكظومة المتتابعة للهواء الذي تخلص من معظم رطوبته على المرتفعات المقابلة للرياح (الصاعدة). كنتيجة لاختلاف معدلات السقوط بين الهواء الجاف والهواء الرطب، فإن الهواء على المرتفعات الهابطة يصبح أدفأ منه على الارتفاعات المكافئة من المرتفعات المقابلة للرياح. يمكن لرياح فون رفع درجات الحرارة بمقدار قد يصل إلى 14 درجة مئوية (25 درجة فهرنهايت) في مجرد دقائق. تتمتع أوروبا الوسطى بمناخ أدفأ بسبب فون، إذ تهب الرياح الرطبة من البحر الأبيض المتوسط إلى أعالي جبال الألب.